# Thomas Schlamme
Thomas David Schlamme (rođen 22. svibnja 1950.) je američki televizijski redatelj.

## Produkcija
Schlamme se 1973. godine iz rodnog Houstona preselio u New York. Nakon što je radio manje poslove za razne produkcije kompanije, osnovao je vlastitu - Schlamme Productions - 1980. godine. Pomoću nje producirao je nekoliko mjuzikala, uključujući i Mačke. Tijekom 80-tih godina prošlog stoljeća producirao je nekoliko posebnih emisija koje su imali glumci Whoopi Goldberg i Rowan Atkinson. U 90-tima je bio režirao epizode nekoliko poznatih televizijskih serija kao što su Ally McBeal, Boston Public, Prijatelji, Hitna služba i Shaun Cassidy's Invasion. 

## Redatelj
Prvi film kojeg je Schlamme režirao je bio Miss Firecracker iz 1989. godine. Također je režirao i komediju So I Married an Axe Murderer iz 1993. godine s Mikeom Myersom.
Schlamme je također režirao pilot epizodu serije Gradonačelnikovi ljudi. Trenutno radi na televizijskoj seriji Parenthood. 

## Rad s Aaronom Sorkinom
Schlamme je prvi put radio s Aaronom Sorkinom na seriji Sports Night koja je trajala samo dvije sezone. Režirao je pilot epizodu za koju je nagrađen prestižnom televizijskom nagradom Emmy u kategoriji najboljeg redatelja. Od sveukupno 45 epizoda serije, Schlamme je režirao njih 16. Njihov najveći zajednički uspjeh do sada je serija Zapadno krilo. Schlamme je režirao pilot epizodu za koju je također osvojio nagradu Emmy u kategoriji najboljeg redatelja, a u prve četiri sezone (1999. – 2003.) bio je i izvršni producent serije. Sveukupno je režirao 14 epizoda Zapadnog krila i osvojio 7 Emmyja za seriju. Također je režirao i pilot epizodu Sorkinove serije Studio 60 na Sunset Stripu za koju je bio nominiran za Emmy u kategoriji najboljeg redatelja. I u toj seriji, koja je trajala samo jednu sezonu, Schlamme je bio izvršni producent. 

## Osobni život
Schlamme je oženjen glumicom Christine Lahti s kojom ima troje djece.